# Будівля Волзько-Камського банку (Харків)
Буді́вля Во́лзько-Ка́мського ба́нку — історична споруда у стилі модерн, розташована в центрі Харкова на майдані Конституції, 24. Збудована у 1906—1908 роках за проєктом українського архітектора Олексія Бекетова для одного з найбільших банків Російської імперії — Волзько-Камського банку. У радянський період і дотепер в будівлі розміщується Харківський театр ляльок.

## Історія

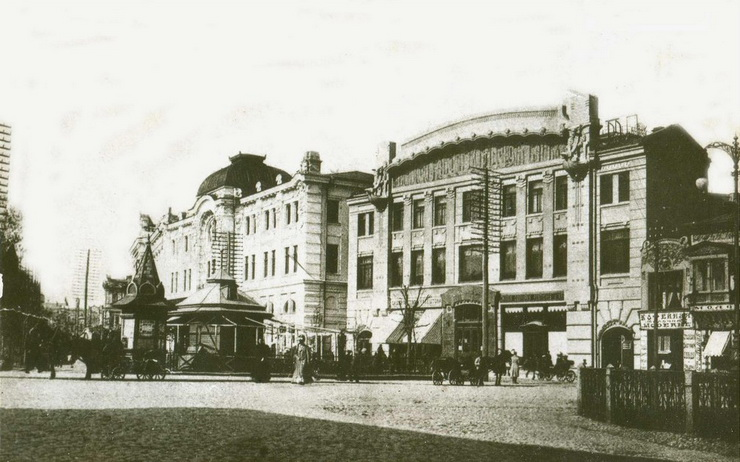
Торговий і Волзько-Камський банк у 1913 році

Філію Волзько-Камського банку відкрили в Харкові 1876 року, невдовзі після затвердження імператором Олександром II банківського статуту. Спершу відділення розміщувалося в орендованих приміщеннях на тодішньому Рибному майдані, 10, поряд із відділенням Російського музичного товариства. Згодом, у зв'язку зі зростанням обсягів операцій і розширенням штату, виникла потреба у власному будинку. Місце під нову будівлю обрали на Миколаївському майдані (нині — майдан Конституції), яка на той час стала центром ділового життя Харкова, поряд із Земельним і Торговим банками.
Проєкт майбутньої споруди створив відомий харківський архітектор Олексій Миколайович Бекетов, який перед тим спроєктував відділення Волзько-Камського банку в Ростові-на-Дону. Для підготовки до проєктування Бекетов відвідав низку європейських країн (Німеччину, Австро-Угорщину, Францію, Італію), вивчаючи функціональну організацію банківських будівель — зали обслуговування клієнтів, сейфи, робочі приміщення. Будівництво тривало з 1906 до 1908 року, і вже в 1908-му нова триповерхова будівля відкрила двері для відвідувачів. Частина приміщень також здавалася в оренду, зокрема тут працював відомий магазин екзотичних рослин І. Кабештова.
Після встановлення радянської влади Волзько-Камський банк, як і всі приватні комерційні структури, припинив існування. Будівлю націоналізували, і вона перейшла у відання Всеукраїнської контори банку для зовнішньої торгівлі. У 1920-х роках споруду використовували трест «Вуглерозвідка» і Перше акціонерне товариство «Транспорт». У 1929 році в будівлі розмістилася Харківська філармонія, яка перебувала там до початку Другої світової війни. Після повернення з евакуації філармонія переїхала на вулицю Сумську, 10. У повоєнний час у споруді тимчасово працював інститут «Укргідропроєкт».
У 1960-х роках будівлю реконструйовано для розміщення Харківського театру ляльок, який остаточно переїхав сюди 23 серпня 1968 року. Реконструкцію здійснили архітектори Борис Гершович Клейн та Єлизавета Олександрівна Любомілова. Оновлення інтер'єрів та оформлення фасадів виконували художники Олексій Михайлович Щеглов, І. І. Міцкевічуте, Володимир Іванович Маяцький та Ю. Б. Брезвін. Під час реконструкції створили декоративні вітражі, мозаїчні панно, чеканки з міді, елементи озеленення. На фасаді замість дореволюційного майолікового напису «Волжско-Камскій банкъ» з'явилося панно зі стилізованими дитячими фігурками (автор — Олексій Михайлович Щеглов). Театр також відкрив єдиний на той час в Україні Музей театральної ляльки, де зараз зберігається 11 тисяч експонатів.
Скління будівлі зазнало пошкоджень внаслідок російських ракетних ударів 2 березня 2022 року.
Будівля є пам'яткою архітектури та містобудування місцевого значення № 7124-Ха.

## Архітектура
Будівля зведена вздовж червоної лінії забудови східної частини майдану Конституції. Вона продовжує банкову забудову майдану, що складається ще з 6 будівель. Її план має Т-подібну форму з кутовим приєднанням заднього крила. Будівля — триповерхова, на 11 вікон, в центрі виділена масивним аттиком, виконана у стилі модерн з елементами української стилізації. Фасад вертикально розчленований масивними пілястрами, які увінчані геометричною та абстрактною ліпниною, що нагадує квіти. Між пілястрами, над вікнами — майоліка синього кольору з лотосом білого кольору з жовтою маточкою на зеленому листі. Під вікнами — картуші з квітами.
Аттик оформлений аркою з мозаїчним панно. Первісно там розміщувався майоліковий напис «Волжско-Камскій банкъ», а після реконструкції 1968 року він замінений на мозаїку, що зображає чотирьох дітей, що тримаються за руки. Перший вдягнений у будьонівку з зікою та тримається за шаблю, вдягнутий в синю сорочку з візерунками. Друга без головного убору, має дві коси, вдягнута у білу сорочку та синій сарафан із червоним поясом. Третя також без головного убору, має коротке волосся, вдягнута у вишиванку та синій сарафан. Четвертий — вдягнутий у костюм космонавта з синім шоломом, у лівій руці тримає зірку. Краї панно прикрашені квітковими та рослинними орнаментами, що продовжує модернову стилістику будівлі. Над фігурним карнизом аттика зроблене високе продовження з рельєфною лінією. Ліворуч і праворуч від нього розташовані горельєфи у формі носів кораблів, над якими куби з ведмежими маскаронами. Композицію доповнюють лаврові вінки та крила.
На першому поверсі зроблені великі вітрини з масивним декоративним входом. Бічні частини мають аркові входи з воєнізованими маскаронами, що виконують функцію замкових каменів. Оригінальне внутрішнє оздоблення не збереглося. Після реконструкції 1968 року в будівлі зроблені вітражі. У деяких приміщеннях збереглася берґенгеймівська плитка з модерновим візерунком.

## Галерея

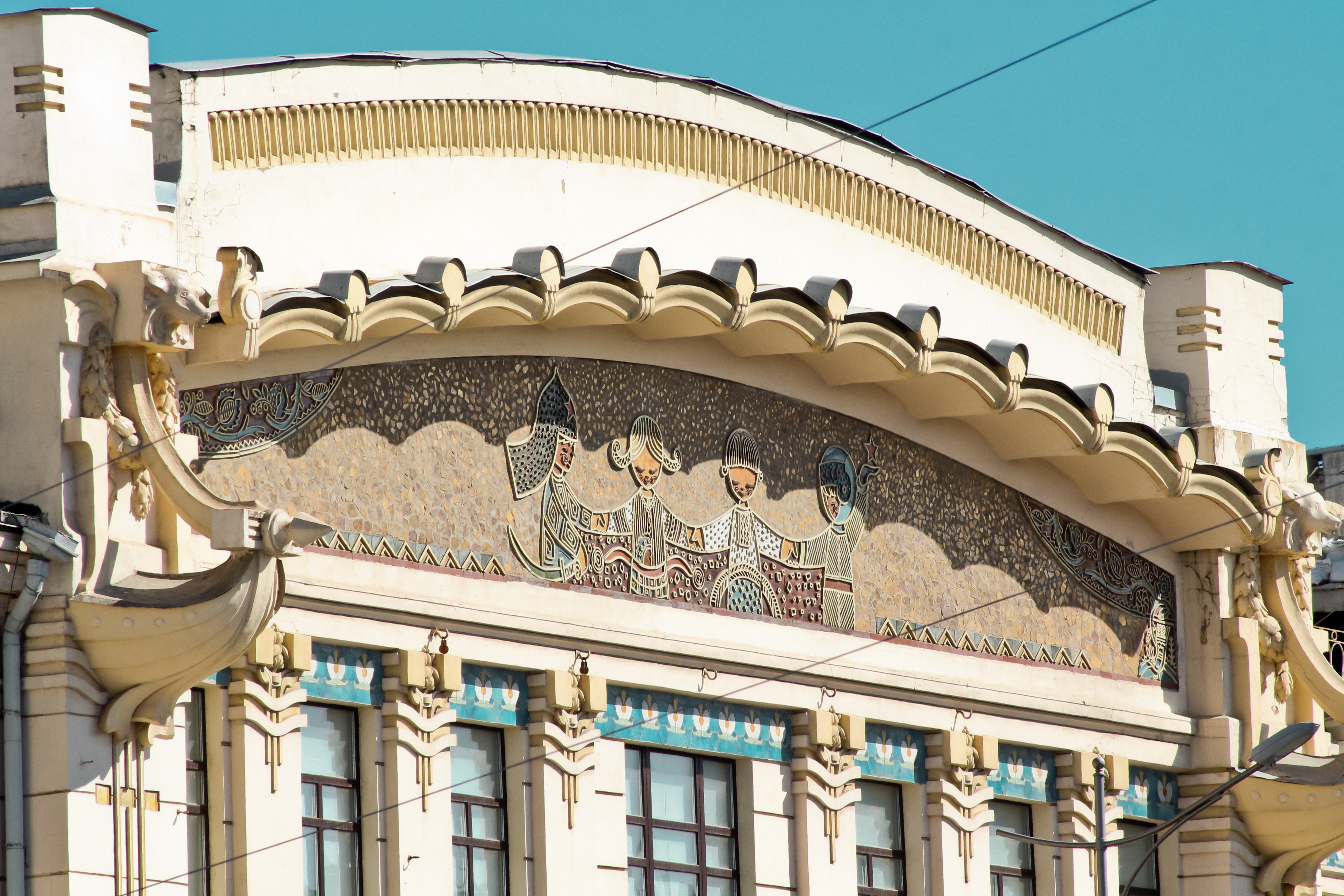
Аттик з пано
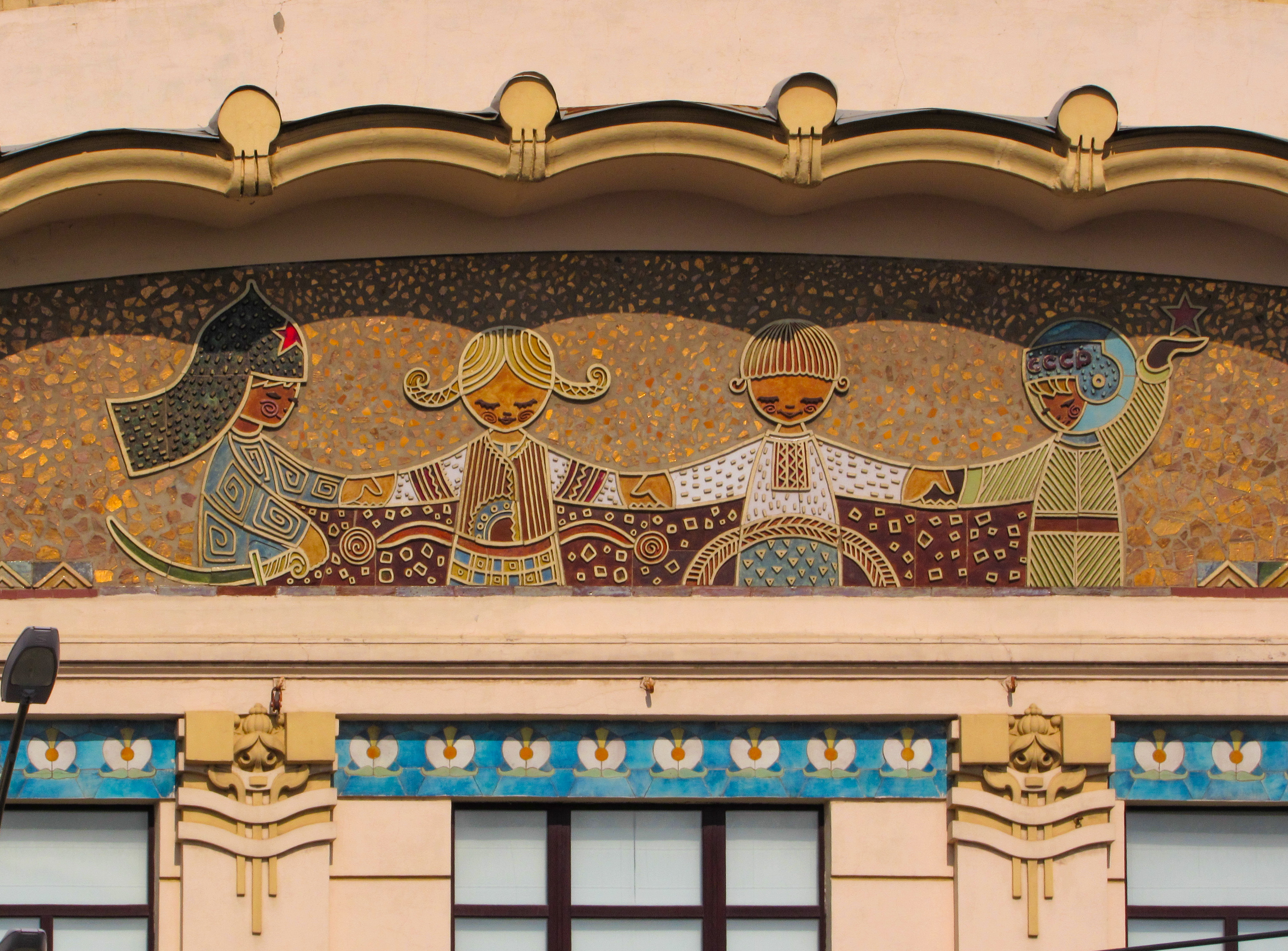
Панно на фасаді
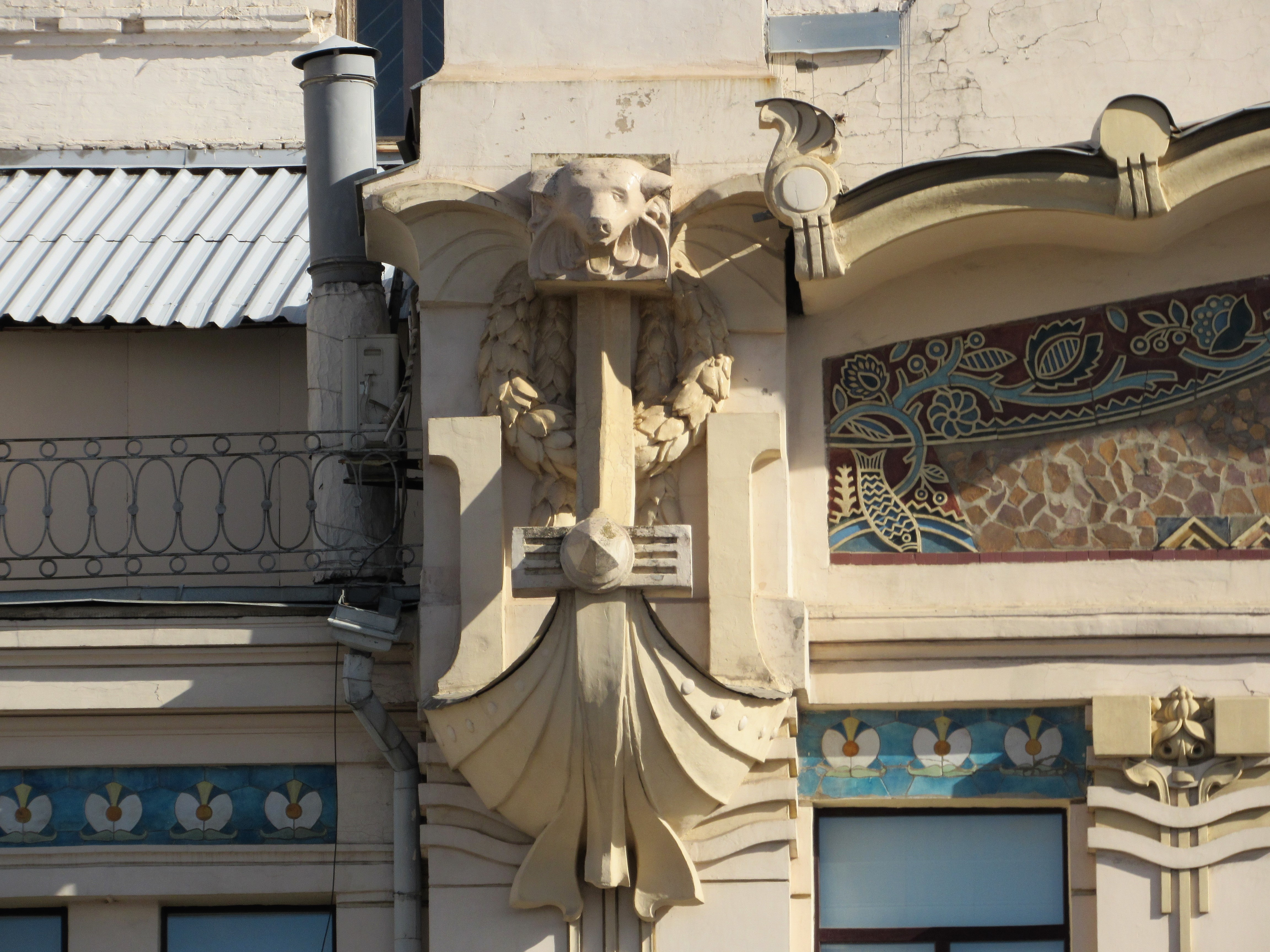
Скульптури носа корабля і ведмежий маскарон
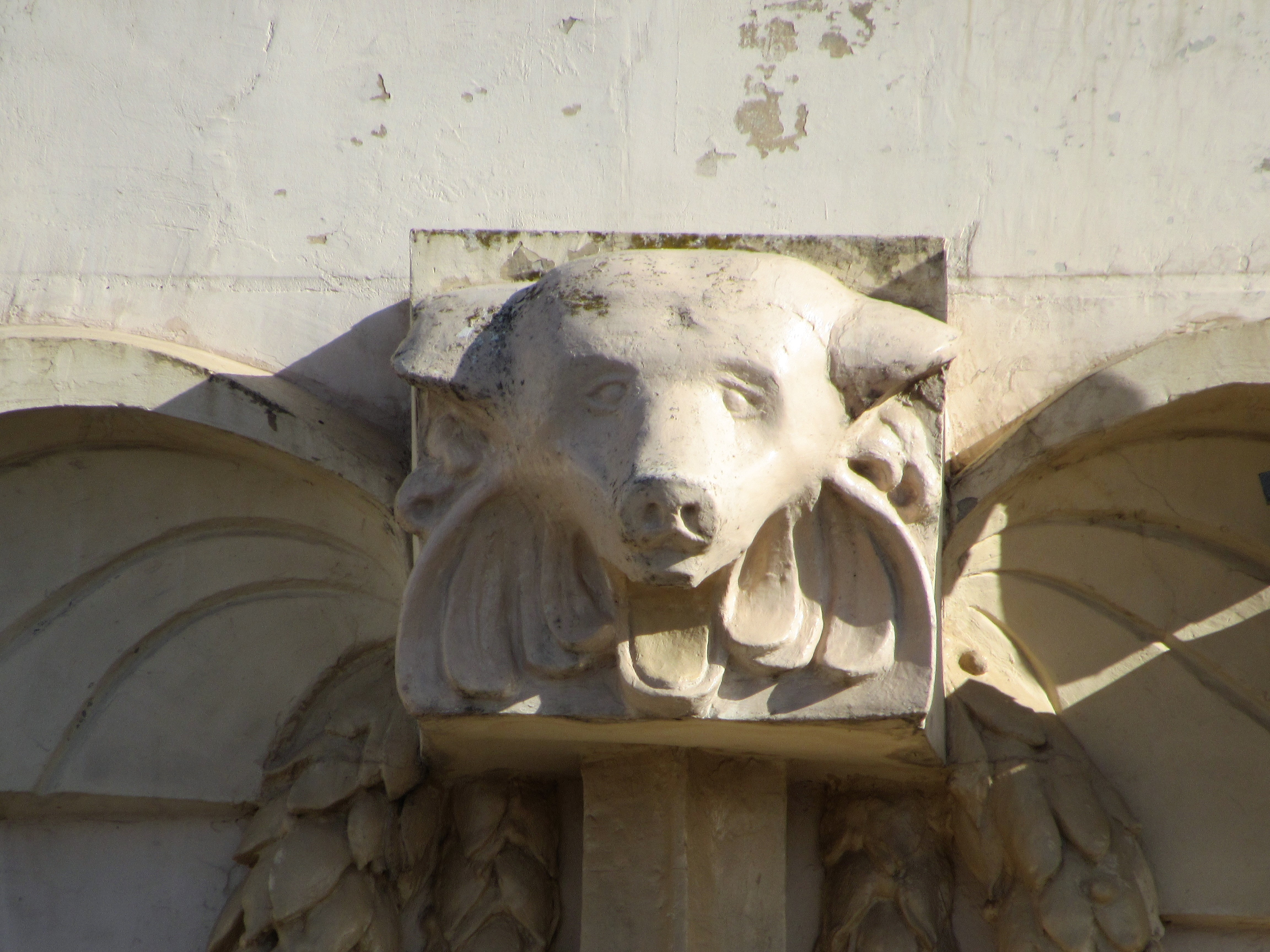
Ведмежий маскарон
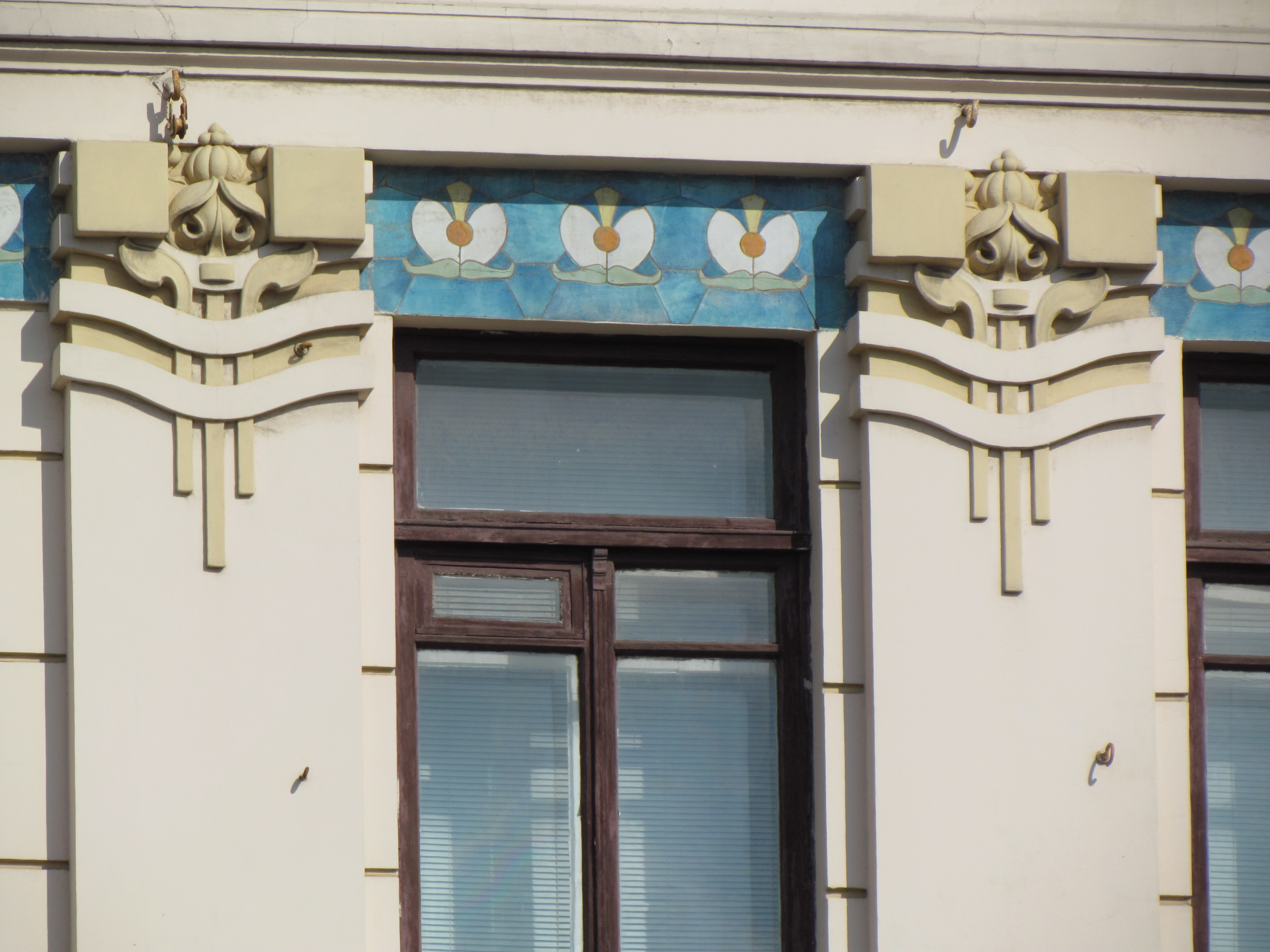
Завершення пілястр і майоліка з лотосами над вікнами
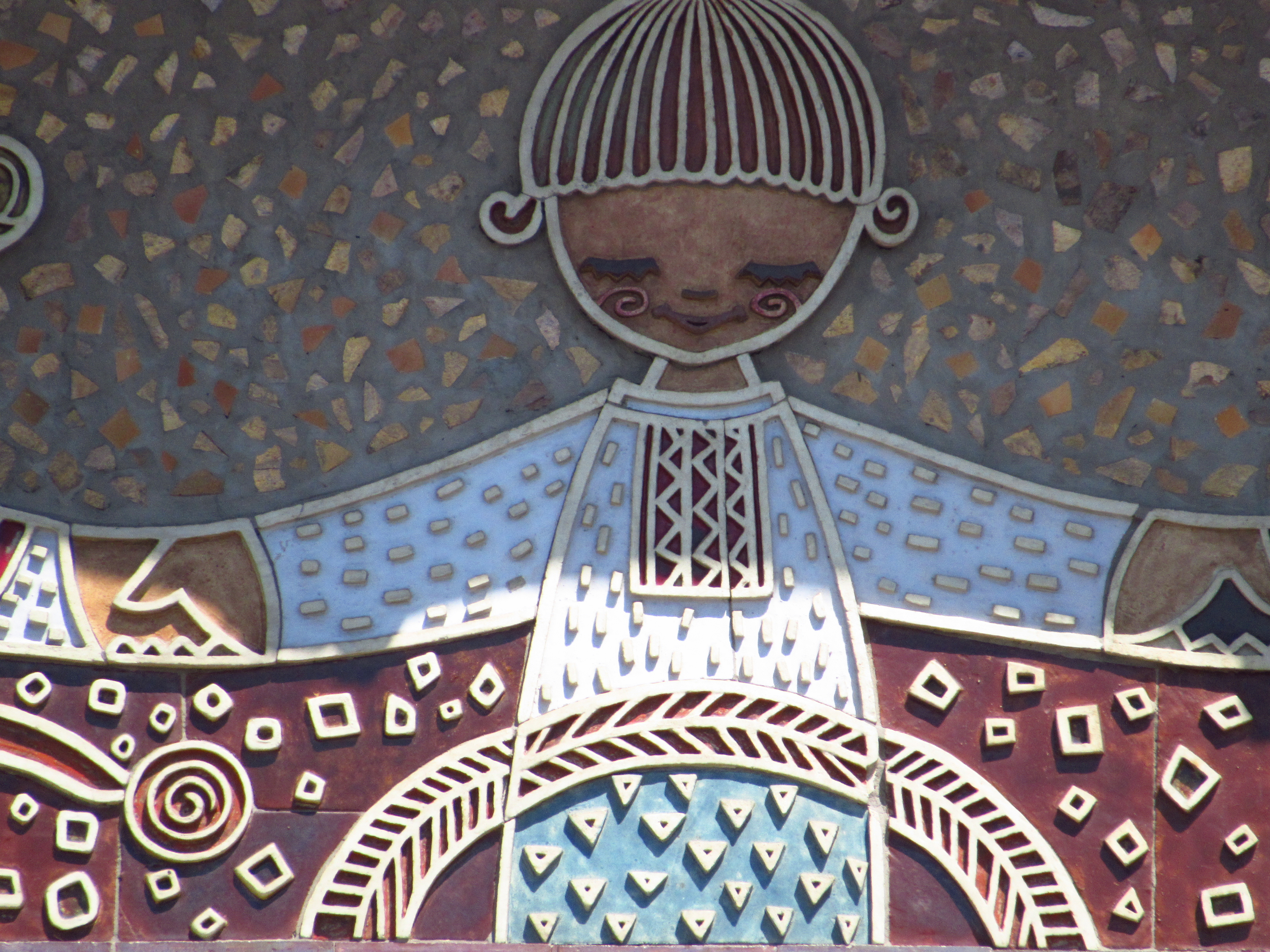
Одна з дівчинок у вишиванці
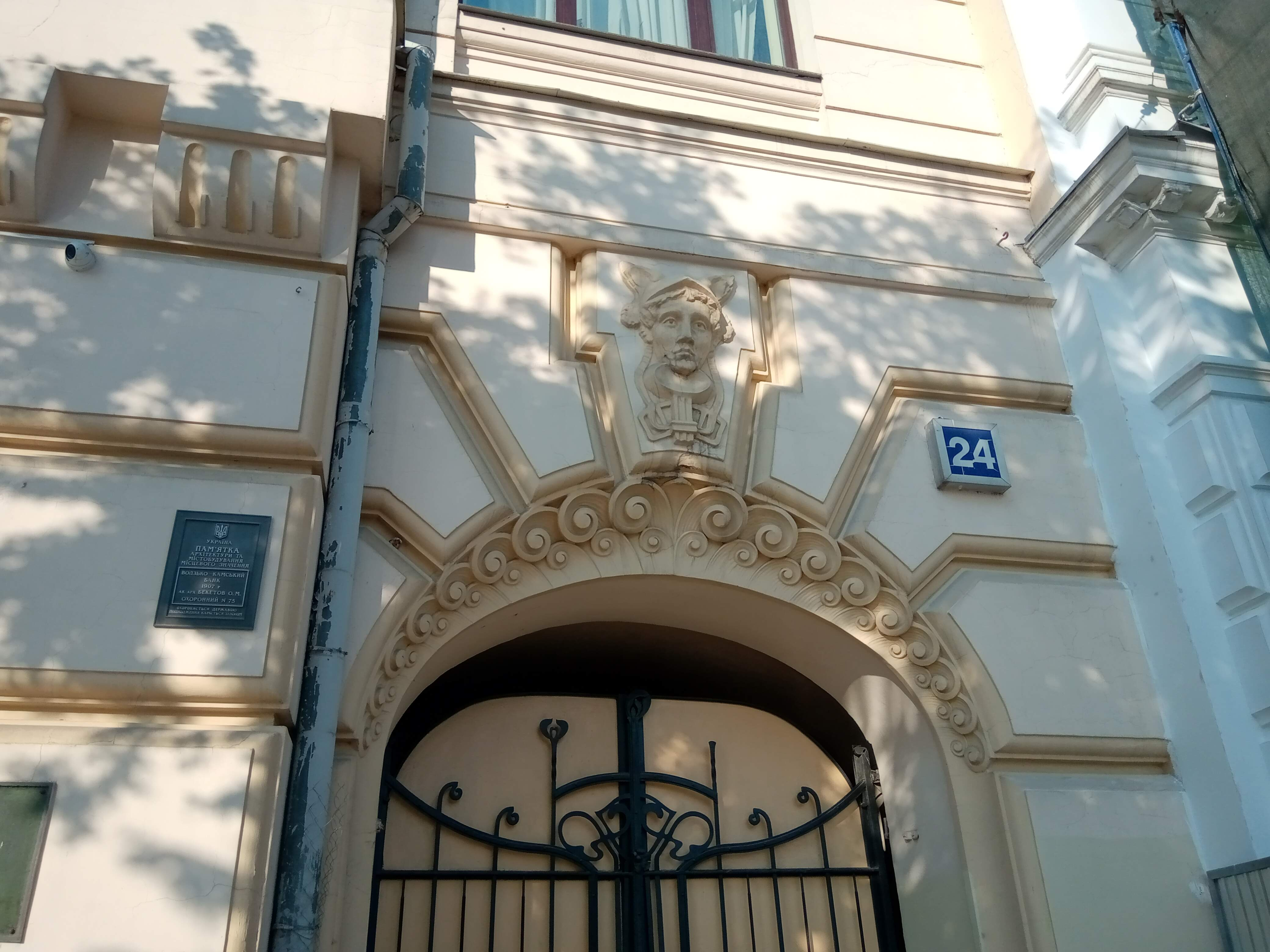
Маскарон і арка воріт